# Уилсон, Эдмунд Бичер
Э́дмунд Би́чер Уи́лсон (англ. Edmund Beecher Wilson; 19 октября 1856 года, Дженива, Иллинойс, США — 3 марта 1939 года, Нью-Йорк, США) — американский цитолог.
Член Национальной академии наук США (1899), Американской академии искусств и наук (1902), член Нью-Йоркской АН (с 1904 президент).
Иностранный член Лондонского королевского общества (1921), Французской академии наук (1928; член-корреспондент с 1924), других иностранных АН.

## Биография
Окончил Йельский университет (1878). Докторскую степень получил в Университете Джонса Хопкинса (1881).
В 1881—82 годах учился в Европе в Кембриджском и Лейпцигском университетах. С 1883 по 1884 год — лектор Уильямс-колледжа в Уильямстауне, с 1884 по 1885 год — лектор в МТИ, с 1885 по 1891 год — профессор биологии в Брин-Мор-колледже. С 1891 работал в Колумбийском университете в Нью-Йорке (с 1894 профессор). C 1913 года президент Американской ассоциации содействия развитию науки.

## Награды и признание
- Медаль Даниэля Жиро Эллиота (1925)
- Медаль Линнея (1928)
- Премия Джона Карти (1936)

В честь Эдмунда Уилсона названа медаль присуждаемая Американским обществом клеточной биологии.